# Judo als Jocs Olímpics d'Estiu de 2024 - Equips mixt
La prova de Judo d'Equips mixt als Jocs Olímpics de París 2024 serà la 2a edició de l'esdeveniment en unes Olimpíades. La prova es disputarà el 3 d'agost de 2024 al Grand Palais Éphémère, ubicat al Camp de Mart de la capital francesa. Aquesta prova mixta es va incorporar per primera vegada als Jocs Olímpics de Tòquio 2020, sent la primera prova per equips en uns Jocs Olímpics.
L'equip de França és la vigent i única campiona de la disciplina olímpica després de guanyar l'or als Jocs Olímpics de Tòquio 2020, en imposar-se a la final a la selecció del Japó. Les medalles de bronze foren pels equips d'Alemanya i Israel.

## Format
Hi haurà, com a mínim 12 equips que competiran en la prova. Cada equip tindrà 6 judokas (3 femenins i 3 masculins) d'una categoria diferent. El format serà d'eliminatòries i també hi haurà la repesca als quarts de final (és a dir l'equip que perdi en aquesta ronda, podrà tornar a competir per la medalla de bronze). Es competirà nació contra nació i hi haurà 6 combats individuals en cada eliminatòria, on cada atleta s'enfrontarà al corresponent de categoria i gènere de l'altre selecció. Cada victòria individual sumarà 1 punt pel seu equip, i el guanyador serà el primer que arribi a 4 punts. Si hi hagués empat a 3 victòries, es faria un sorteig per decidir una nova categoria que desiguali l'eliminatòria.

## Classificació
França, com a país amfitrió té garantida 1 plaça en el torneig d'equips. La resta d'equips es decidiran segons la classificació individual de les diferents categories. En el moment, que una mateixa selecció obtingui la classificació de les 6 judokes en cada categoria establerta, passarà a formar part de la prova d'Equips mixt. S'ha de tenir en compte que cada continent també té una plaça d'invitació per equip que servirà per classificar una 6a atleta per aquesta prova d'equips mixt.

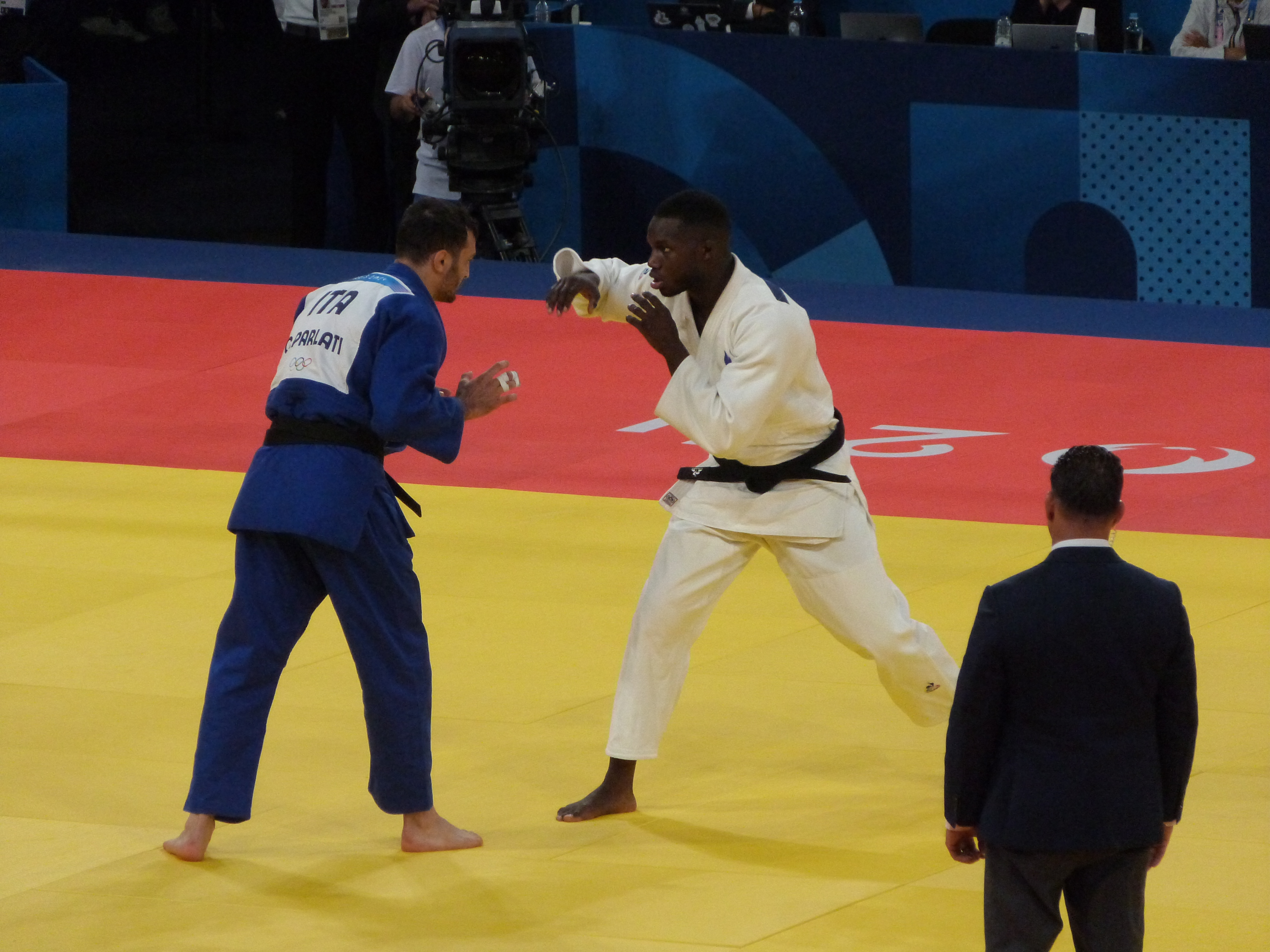
Semifinal del torneig per equips